# Obniżenie Dubieńskie
Obniżenie Dubieńskie (845.33) – mezoregion fizycznogeograficzny we wschodniej Polsce, stanowiący część Polesia Wołyńskiego. Od zachodu i północnego zachodu graniczy z Pagórami Chełmskimi, od południowego zachodu z Działami Grabowieckimi, od południa z Grzędą Horodelską a od północy z Polesiem Brzeskim. Wschodnia część regionu leży po prawej stronie Bugu, na terytorium Ukrainy.
Region jest wyżyną, której rzeźba ukształtowała się pod wpływem procesów fluwialnych, po ustąpieniu lądolodu zlodowacenia środkowopolskiego. Podłoże głównie kredowe. W zagłębieniach występują piaski, torfy i mady; są to tereny zalesione.
Obniżenie Dubieńskie charakteryzuje brak miast. Głównymi miejscowościami regionu są Dubienka, Ruda-Huta, Białopole i Dorohusk. Główną rzeką regionu jest Bug.
Obniżenie Dubieńskie obejmuje swym zasięgiem gminy powiatu chełmskiego: Dubienka, Dorohusk, Ruda-Huta, Żmudź, Białopole oraz części gmin Sawin, Chełm i Kamień, ponadto północną część gminy Horodło w powiecie hrubieszowskim.